# Noferkaré Tereru
Noferkaré Tereru (más néven V. Noferkaré) az ókori egyiptomi VIII. dinasztia egyik uralkodója lehetett, az első átmeneti kor idején. Neve csak a XIX. dinasztia idején összeállított abüdoszi királylistáról ismert, melynek 49. helyén szerepel.